# Soo (España)
Soo es una localidad española del municipio de Teguise, perteneciente a la provincia de Las Palmas, en la comunidad autónoma de Canarias.

## Toponimia
El lugar puede aparecer referido como «Soo» y «Soó».

## Historia
Hacia mediados del siglo XIX, el lugar, ya por entonces perteneciente a Teguise, tenía contabilizada una población de 102 habitantes. Aparece descrito en el decimocuarto volumen del Diccionario geográfico-estadístico-histórico de España y sus posesiones de Ultramar de Pascual Madoz con las siguientes palabras:

SOÓ: l. dependiente del ayunt., parr. y part. jud. de Teguise, en la isla de Lanzarote, prov. de Canarias. sit. al pie de la montaña de su nombre, en un terreno de magra propio para el cultivo de barrilla y cereales: su vega está inundada de jable que prod. centeno. Este es uno de los puntos de la isla en que se conserva la raza árabe tostada. pobl.: 31 vec., 102 alm. riqueza y contr.: con el ayuntamiento (V.).
(Madoz, 1849, p. 445)

En 2022, la entidad singular de población tenía empadronados 617 habitantes y el núcleo de población, 611.